# Campionati africani di atletica leggera 2014
I Campionati africani di atletica leggera 2014 sono stati la 19ª edizione dei Campionati africani di atletica leggera. La manifestazione si è svolta dal 10 al 14 agosto presso lo Stade de Marrakech, in Marocco.

## Partecipanti
Hanno partecipato alla manifestazione sportiva 548 atleti provenienti da 47 distinte nazioni.
- Algeria (25)
- Angola (8)
- Benin (11)
- Botswana (16)
- Burkina Faso (5)
- Burundi (5)
- Camerun (20)
- Capo Verde (1)
- Ciad (1)
- Rep. Centrafricana (1)
- Comore (4)
- RD del Congo (1)
- Gibuti (4)
- Egitto (12)
- Guinea Equatoriale (2)
- Eritrea (11)
- Etiopia (69)
- Gabon (1)
- Gambia (2)
- Ghana (24)
- Guinea (1)
- Guinea-Bissau (1)
- Costa d'Avorio (11)
- Kenya (55)
- Lesotho (1)
- Libia (7)
- Madagascar (3)
- Mali (11)
- Mauritania (2)
- Mauritius (9)
- Marocco (55)
- Mozambico (1)
- Namibia (6)
- Nigeria (41)
- Rep. del Congo (18)
- São Tomé e Príncipe (1)
- Senegal (14)
- Seychelles (8)
- Sudafrica (37)
- Sudan (1)
- eSwatini (2)
- Tanzania (2)
- Togo (2)
- Tunisia (20)
- Uganda (6)
- Zambia (8)
- Zimbabwe (2)

## Medagliati

### Uomini
| Specialità                        | Oro                                                                 | Prestazione | Argento                                                         | Prestazione | Bronzo                                                                          | Prestazione |
| Corse piane                       |                                                                     |             |                                                                 |             |                                                                                 |             |
| 100 m (dettagli)                  | Wilfried Koffi Hua Costa d'Avorio                                   | 10"05       | Mark Jelks Nigeria                                              | 10"07       | Monzavous Edwards Nigeria                                                       | 10"16       |
| 200 m (dettagli)                  | Wilfried Koffi Hua Costa d'Avorio                                   | 20"25       | Isaac Makwala Botswana                                          | 20"51       | Carvin Nkanata Kenya                                                            | 20"53       |
| 400 m (dettagli)                  | Isaac Makwala Botswana                                              | 44"23       | Wayde van Niekerk Sudafrica                                     | 45"00       | Boniface Tumuti Kenya                                                           | 45"07       |
| 800 m (dettagli)                  | Nijel Amos Botswana                                                 | 1'48"54     | Mohammed Aman Etiopia                                           | 1'48"56     | Taoufik Makhloufi Algeria                                                       | 1'49"08     |
| 1500 m (dettagli)                 | Ayanleh Souleiman Gibuti                                            | 3'42"49     | Asbel Kiprop Kenya                                              | 3'42"58     | Ronald Kwemoi Kenya                                                             | 3'42"59     |
| 5000 m (dettagli)                 | Caleb Ndiku Kenya                                                   | 13'34"27    | Isiah Koech Kenya                                               | 13'35"73    | Abrar Osman Eritrea                                                             | 13'36"42    |
| 10000 m (dettagli)                | Nguse Amlosom Eritrea                                               | 28'11"07    | Mustapha El Aziz Marocco                                        | 28'11"36    | Josphat Bett Kenya                                                              | 28'11"61    |
| 110 m ostacoli (dettagli)         | Tyron Akins Nigeria                                                 | 13"57       | Alex Al-Ameen Nigeria                                           | 13"78       | Martins Ogieriakhi Nigeria                                                      | 13"80       |
| 400 m ostacoli (dettagli)         | Cornel Fredericks Sudafrica                                         | 48"78       | Amaechi Morton Nigeria                                          | 48"92       | Nicholas Bett Kenya                                                             | 49"03       |
| 3000 m siepi (dettagli)           | Jairus Birech Kenya                                                 | 8'34"79     | Jonathan Muia Ndiku Kenya                                       | 8'37"67     | Ezekiel Kemboi Kenya                                                            | 8'39"30     |
| 4×100 m (dettagli)                | Nigeria Ogho-Oghene Egwero Monzavous Edwards Obinna Metu Mark Jelks | 38"80       | Ghana Daniel Gyasi Solomon Afful Emmanuel Dassor Timothy Abeyie | 39"28       | Algeria Mahmoud Hammoudi Ali Bouguesba Skander Djamil Athmani Soufiane Bouhadda | 39"89       |
| 4×400 m (dettagli)                | Botswana Pako Seribe Nijel Amos Leaname Maotoanong Isaac Makwala    | 3'01"89     | Nigeria Noah Akwu Robert Simmons Miles Ukaoma Amaechi Morton    | 3'03"09     | Kenya Mark Mutai Solomon Buoga Nicholas Bett Boniface Tumuti                    | 3'07"35     |
| Marcia 20 km (dettagli)           | Lebogang Shange Sudafrica                                           | 1'26"58     | Samuel Gathimba Kenya                                           | 1'27"11     | Mohamed Ameur Algeria                                                           | 1'27"48     |
| Salto in alto (dettagli)          | Kabelo Kgosiemang Botswana                                          | 2,28        | Fernand Djoumessi Camerun                                       | 2,25        | Younis Mohamed Sudan                                                            | 2,22        |
| Salto con l'asta (dettagli)       | Cheyne Rahme Sudafrica                                              | 5,41        | Mohamed Amine Romdhana Tunisia                                  | 5,00        | Mouhcine Cheaouri Marocco                                                       | 5,00        |
| Salto in lungo (dettagli)         | Zarck Visser Sudafrica                                              | 8,08        | Godfrey Khotso Mokoena Sudafrica                                | 8,02        | Ruswahl Samaai Sudafrica                                                        | 7,84        |
| Salto triplo (dettagli)           | Godfrey Khotso Mokoena Sudafrica                                    | 17,03       | Tosin Oke Nigeria                                               | 16,97       | Roger Haitengi Namibia                                                          | 16,72       |
| Getto del peso (dettagli)         | Orazio Cremona Sudafrica                                            | 19,84       | Jaco Engelbrecht Sudafrica                                      | 18,87       | Franck Owaka Rep. del Congo                                                     | 18,74       |
| Lancio del disco (dettagli)       | Victor Hogan Sudafrica                                              | 62,87       | Russell Tucker Sudafrica                                        | 62,15       | Stephen Mozia Nigeria                                                           | 57,11       |
| Lancio del martello (dettagli)    | Mostafa Al-Gamel Egitto                                             | 79,09       | Chris Harmse Sudafrica                                          | 73,90       | Driss Barid Marocco                                                             | 60,17       |
| Lancio del giavellotto (dettagli) | Julius Yego Kenya                                                   | 84,72       | Ihab Abdelrahman Egitto                                         | 83,59       | Robert Oosthuizen Sudafrica                                                     | 77,81       |
| Decathlon (dettagli)              | Larbi Bourrada Algeria                                              | 8311 p.     | Guillaume Thierry Mauritius                                     | 7312 p.     | Atsu Nyamadi Ghana                                                              | 6946 p.     |

### Donne
| Specialità | Oro                                                                      | Prestazione | Argento                                                                                       | Prestazione | Bronzo                                                                        | Prestazione |
| Corse piane |                                                                          |             |                                                                                               |             |                                                                               |             |
| 100 m (dettagli) | Blessing Okagbare Nigeria                                                | 11"00       | Murielle Ahouré Costa d'Avorio                                                                | 11"03       | Marie-Josée Ta Lou Costa d'Avorio                                             | 11"20       |
| 200 m (dettagli) | Murielle Ahouré Costa d'Avorio                                           | 22"36       | Marie-Josée Ta Lou Costa d'Avorio                                                             | 22"87       | Dominique Duncan Nigeria                                                      | 22"98       |
| 400 m (dettagli) | Folashade Abugan Nigeria                                                 | 51"21       | Kabange Mupopo Zambia                                                                         | 51"21       | Patience Okon George Nigeria                                                  | 51"68       |
| 800 m (dettagli) | Eunice Sum Kenya                                                         | 1'59"45     | Janeth Jepkosgei Kenya                                                                        | 1'59"74     | Agatha Jeruto Kenya                                                           | 1'59"84     |
| 1500 m (dettagli) | Hellen Obiri Kenya                                                       | 4'09"53     | Dawit Seyaum Etiopia                                                                          | 4'10"92     | Rababe Arafi Marocco                                                          | 4'12"08     |
| 5000 m (dettagli) | Almaz Ayana Etiopia                                                      | 15'32"72    | Genzebe Dibaba Etiopia                                                                        | 15'42"16    | Janeth Kisa Kenya                                                             | 15'54"04    |
| 10000 m (dettagli) | Joyce Chepkirui Kenya                                                    | 32'45"27    | Emily Chebet Kenya                                                                            | 32'45"28    | Belaynesh Oljira Etiopia                                                      | 32'49"39    |
| 100 m ostacoli (dettagli) | Rikenette Steenkamp Sudafrica                                            | 13"26       | Rosvitha Okou Costa d'Avorio                                                                  | 13"26       | Nichole Denby Nigeria                                                         | 13"27       |
| 400 m ostacoli (dettagli) | Wenda Nel Sudafrica                                                      | 55"32       | Amaka Ogoegbunam Nigeria                                                                      | 55"46       | Francisca Koki Kenya                                                          | 55"84       |
| 3000 m siepi (dettagli) | Hiwot Ayalew Etiopia                                                     | 9'29"54     | Sofia Assefa Etiopia                                                                          | 9'30"20     | Salima El Ouali Alami Marocco                                                 | 9'33"02     |
| 4×400 m (dettagli) | Nigeria Gloria Asumnu Lawreta Ozoh Dominique Duncan Blessing Okagbare    | 43"56       | Costa d'Avorio Tryphene Kouame Adjoua Mireille Gaha Nanzie Adeline Gouenon Marie-Josée Ta Lou | 43"99       | Ghana Flings Owusu-Agyapong Gemma Acheampong Beatrice Gyaman Janet Amponsah   | 44"06       |
| 4×400 m (dettagli) | Nigeria Patience Okon George Regina George Ada Benjamin Folashade Abugan | 3'28"87     | Kenya Jacinter Shikanda Francisca Koki Janeth Jepkosgei Maureen Jelagat                       | 3'32"26     | Botswana Goitseone Seleka Lydia Mashila Loungo Matlhaku Christine Botlogetswe | 3'40"28     |
| Marcia 20 km (dettagli) | Grace Wanjiru Njue Kenya                                                 | 1'37"04     | Emily Ngii Kenya                                                                              | 1'38"12     | Askale Tiksa Etiopia                                                          | 1'40"05     |
| Salto in alto (dettagli) | Rhizlane Siba Marocco                                                    | 1,80        | Basant Hassan Egitto                                                                          | 1,80        | Ariyat Dibow Etiopia                                                          | 1",78       |
| Salto con l'asta (dettagli) | Syrine Balti Tunisia                                                     | 4,10        | Nisrine Dinar Marocco                                                                         | 3,80        | Dorra Mahfoudhi Tunisia                                                       | 3",70       |
| Salto in lungo (dettagli) | Ese Brume Nigeria                                                        | 6,50        | Chinaza Amadi Nigeria                                                                         | 6,40        | Joëlle Mbumi Nkouindjin Camerun                                               | 6,25        |
| Salto triplo (dettagli) | Joëlle Mbumi Nkouindjin Camerun                                          | 14,02       | Nadia Eke Ghana                                                                               | 13,40       | Blessing Ibrahim Nigeria                                                      | 13,35       |
| Getto del peso (dettagli) | Auriol Dongmo Mekemnang Camerun                                          | 16,84       | Chinwe Okoro Nigeria                                                                          | 16,40       | Lezaan Jordaan Sudafrica                                                      | 15,31       |
| Lancio del disco (dettagli) | Chinwe Okoro Nigeria                                                     | 59,79       | Nwanneka Okwelogu Nigeria                                                                     | 51,66       | Amina Moudden Marocco                                                         | 48,21       |
| Lancio del martello (dettagli) | Lætitia Bambara Burkina Faso                                             | 65,44       | Amy Sène Senegal                                                                              | 64,66       | Sarah Bensaad Tunisia                                                         | 60,97       |
| Lancio del giavellotto (dettagli) | Sunette Viljoen Sudafrica                                                | 65,32       | Zuta Mary Nartey Ghana                                                                        | 52,57       | Selma Rosun Mauritius                                                         | 48,04       |
| Eptathlon (dettagli) | Marthe Koala Burkina Faso                                                | 5454 p.     | Elizabeth Dadzie Ghana                                                                        | 5286 p.     | Bianca Erwee Sudafrica                                                        | 5086 p.     |
| record mondiale; record mondiale stagionale; record africano; record dei campionati; record nazionale; record personale; record personale stagionale. |                                                                          |             |                                                                                               |             |                                                                               |             |

## Medagliere
| Posizione | Paese                | Oro | Argento | Bronzo | Totale |
| --------- | -------------------- | --- | ------- | ------ | ------ |
| 1         | Sudafrica (RSA)      | 10  | 5       | 4      | 19     |
| 2         | Nigeria (NGR)        | 8   | 9       | 7      | 24     |
| 3         | Kenya (KEN)          | 7   | 8       | 10     | 25     |
| 4         | Botswana (BOT)       | 4   | 1       | 1      | 6      |
| 5         | Costa d'Avorio (CIV) | 3   | 4       | 1      | 8      |
| 6         | Etiopia (ETH)        | 2   | 4       | 3      | 9      |
| 7         | Camerun (CMR)        | 2   | 1       | 1      | 4      |
| 8         | Burkina Faso (BFA)   | 2   | 0       | 0      | 2      |
| 9         | Marocco (MAR)        | 1   | 2       | 5      | 8      |
| 10        | Egitto (EGY)         | 1   | 2       | 0      | 3      |
| 11        | Tunisia (TUN)        | 1   | 1       | 2      | 4      |
| 12        | Algeria (ALG)        | 1   | 0       | 3      | 4      |
| 13        | Eritrea (ERI)        | 1   | 0       | 1      | 2      |
| 14        | Gibuti (DJI)         | 1   | 0       | 0      | 2      |
| 15        | Ghana (GHA)          | 0   | 4       | 2      | 6      |
| 16        | Mauritius (MRI)      | 0   | 1       | 1      | 2      |
| 17        | Senegal (SEN)        | 0   | 1       | 0      | 1      |
| 17        | Zambia (ZAM)         | 0   | 1       | 0      | 1      |
| 19        | Namibia (NAM)        | 0   | 0       | 1      | 1      |
| 19        | Rep. del Congo (CGO) | 0   | 0       | 1      | 1      |
| 19        | Sudan (SUD)          | 0   | 0       | 1      | 1      |